# Norbert Grob
Norbert Grob (* 1949 in Frankfurt am Main) ist ein deutscher Film- und Medienwissenschaftler, Autor, Essayist und Filmkritiker.

## Leben
Norbert Grob studierte ab 1971 an der Freien Universität Berlin Germanistik, Philosophie und Politologie. 1980 schloss er sein Studium mit dem Ersten Staatsexamen ab. Von 1980 bis 1982 gab er zusammen mit Jochen Brunow, Antje Goldau und Norbert Jochum die Filmzeitschrift Filme – Altes und Neues vom Kino heraus, von der insgesamt 13 Ausgaben erschienen sind. 1984 promovierte er in Berlin über Die Formen des filmischen Blicks. Erzählperspektiven in den Filmen von Wim Wenders und arbeitete anschließend sechs Jahre lang als Wissenschaftlicher Mitarbeiter am Institut für Theaterwissenschaft der FU Berlin.
1997 habilitierte er sich in Marburg mit einer Arbeit über Die besondere Rede des Kinos. Gleichzeitig war er Dozent an der Deutschen Film- und Fernsehakademie Berlin und der Filmakademie Baden-Württemberg in Ludwigsburg. Mitte der 1990er Jahre kuratierte er für die Stiftung Deutsche Kinemathek das filmhistorische Projekt Das Jahr 1945 und das Kino. Von 1998 bis 2001 Jurypräsident zur Verleihung des Bielefelder Friedrich Wilhelm Murnau Filmpreises. Von 2001 bis 2015 Mitglied der Jury zur Vergabe des Marburger Kamerapreises. Ab 2002 war er Professor für Mediendramaturgie und Leiter dieses Faches an der Johannes Gutenberg-Universität Mainz und wurde 2016 emeritiert. 2018 war er Jurypräsident zur Verleihung des Deutschen Kamerapreises in Köln.

## Werk
Ab 1976 veröffentlichte er Texte, Essays, Kritiken, Porträts für zahlreiche Zeitschriften und Zeitungen, u. a. für Die Zeit und den Kölner Stadt-Anzeiger, für epd-Film und Filmbulletin. Als Autor und Herausgeber publizierte er mehrere filmhistorische Bücher, u. a. die erste umfassende Fritz-Lang-Biographie in deutscher Sprache.
Darüber hinaus konzipierte er über zwanzig filmische Essays für das Fernsehen des WDR in Köln, u. a. über Alfred Hitchcock, Gerd Oswald, Elem Klimow, Robert Siodmak, Rudolf Thome, André Téchiné, Hou Hsiao-Hsien, Samuel Fuller und Otto Preminger, über den Film noir und Künstliche Menschen im Film.

### Als Autor
- 1984: Wenders: Die frühen Filme. München: Filmland-Presse (Edition Filme, 2). ISBN 978-3-88690-061-9
- 1991: Wenders. Berlin: Wissenschaftsverlag Volker Spiess (Edition Filme, 79). ISBN 978-3-89166-130-7
- 2002: Zwischen Licht und Schatten: Essays zum Kino. St. Augustin: Gardez! (Filmstudien, 20). ISBN 978-3-89796-035-0
- 2003: Im Kino gewesen: Kritiken zum Film (1976–2001). St. Augustin: Gardez! (Filmstudien, 32). ISBN 978-3-89796-036-7
- 2006: Just be natural!: 57 Notate zur Schauspielkunst. Remscheid: Gardez! (Filmstudien, 51). ISBN 978-3-89796-176-0
- 2013: Vom Gesicht der Welt: Essays zur Filmgeschichte. Baden-Baden: Nomos (Filmstudien, 66). ISBN 978-3-8487-0775-1
- 2014: Fritz Lang: " Ich bin ein Augenmensch". Die Biographie. Berlin: Propyläen. ISBN 978-3-549-07423-7.
- 2015: Drei Meister in Hollywood: Erich von Stroheim – William Wyler – Otto Preminger. Berlin: Bertz + Fischer (Deep Focus, 21). ISBN 978-3-86505-324-4

### Als Autor und Herausgeber (Auswahl)
- 1983: Rudolf Thome. Zusammen mit Michael Esser und Karlheinz Oplustil. Berlin: Freunde der Deutschen Kinemathek (Kinemathek, Jg. 20, Heft 66).
- 1984: Fuller. Zusammen mit Ulrich von Berg. München: Filmland-Presse (Edition Filme, 1). ISBN 978-3-88690-060-2
- 1989: Ray. Zusammen mit Manuela Reichart. Berlin: Wissenschaftsverlag Volker Spiess (Edition Filme, 5). ISBN 978-3-89166-072-0
- 1990: Die Macht der Filmkritik: Positionen und Kontroversen. Zusammen mit Karl Prümm. München: Edition Text + Kritik (Literatur und andere Künste, 6). ISBN 978-3-88377-353-7
- 1992: Das Dunkle zwischen den Bildern: Essays, Porträts, Kritiken von Helma Sanders-Brahms. Frankfurt am Main: Verlag der Autoren (Filmbibliothek). ISBN 978-3-88661-132-4
- 1994: Erich von Stroheim. Zusammen mit Wolfgang Jacobsen und Helga Belach. Berlin: Argon. ISBN 978-3-87024-263-3
- 1995: Das Jahr 1945 und das Kino. Berlin: Berliner Festspiele in Zusammenarbeit mit der Stiftung Deutsche Kinemathek.
- 1996: William Wyler. Zusammen mit Wolfgang Jacobsen und Helga Belach. Berlin: Argon. ISBN 978-3-87024-343-2
- 1999: Otto Preminger. Zusammen mit Rolf Aurich und Wolfgang Jacobsen. Berlin: Jovis. ISBN 978-3-931321-59-8
- 2000: Ladies, Vamps, Companions: Schauspielerinnen im Kino. Zusammen mit Susanne Marschall. St. Augustin: Gardez! (Filmstudien, 66). ISBN 978-3-89796-030-5
- 2003: Filmgenres: Western. Zusammen mit Bernd Kiefer und Marcus Stiglegger. Stuttgart: Reclam (Universal-Bibliothek, 18402). ISBN 978-3-15-018402-8
- 2003: Diesseits der "Dämonischen Leinwand": neue Perspektiven auf das späte Weimarer Kino. Zusammen mit Thomas Koebner und Bernd Kiefer. ISBN 978-3-88377-732-0
- 2006: Nouvelle Vague. Zusammen mit Bernd Kiefer, Thomas Klein und Marcus Stiglegger. Mainz: Bender (Genres & Stile, 1). ISBN 978-3-936497-12-0
- 2006: Road Movies. Zusammen mit Thomas Klein. Mainz: Bender (Genres & Stile, 2). ISBN 978-3-936497-11-3
- 2008: Filmgenres: Film noir. Stuttgart: Reclam (Universal-Bibliothek, 18552). ISBN 978-3-15-018552-0
- 2009: Kino des Minimalismus. Zusammen mit Bernd Kiefer, Roman Mauer und Josef Rauscher. Mainz: Bender (Genres & Stile, 3). ISBN 978-3-936497-15-1
- 2011: Mythos der Pate: Francis Ford Coppolas Godfather-Trilogie und der Gangsterfilm. Zusammen mit Bernd Kiefer und Ivo Ritzer. Berlin: Bertz + Fischer (Deep Focus, 10). ISBN 978-3-86505-311-4
- 2012: Stilepochen des Films: Neuer Deutscher Film. Zusammen mit Hans Helmut Prinzler und Eric Rentschler. Stuttgart: Reclam (Universal-Bibliothek, 19015). ISBN 978-3-15-019016-6
- 2013: Stilepochen des Films: Classical Hollywood. Zusammen mit Elisabeth Bronfen. Stuttgart: Reclam (Universal-Bibliothek, 19016). ISBN 978-3-15-019015-9
- 2016: Handbuch Standardsituationen im Film. Zusammen mit Thomas Koebner und Anette Kaufmann. Marburg: Schüren. ISBN 978-3-89472-809-0
- 2016: Bruch der Weltenlinie. Zum Kino der Moderne: Essays - Porträts - Hommagen. Zusammen mit Bernd Kiefer und Isabelle Louise Bastian. Berlin: Bertz + Fischer (Deep Focus, 24). ISBN 978-3-86505-327-5
- 2017: Stilepochen des Films: New Hollywood. Zusammen mit Bernd Kiefer und Ivo Ritzer. Stuttgart: Reclam (Universal-Bibliothek, 19399). ISBN 978-3-15-019399-0
- 2018: Stilepochen des Films: Der NS-Film. Zusammen mit Friedemann Beyer. Stuttgart: Reclam (Universal-Bibliothek, 19531). ISBN 978-3-15-019531-4

### Als Autor und Regisseur (Auswahl)
- 1984, 4.3.: Alfred Hitchcock und James Stewart. ARD (30 Min.)
- 1984, 11.11.: Fürs Kino geboren. Robert De Niro. ARD (15 Min.)
- 1985, 29.1.: Walter Hill und seine Filme. WDR (29 Min.)
- 1986, 27.7.: Ein Amerikaner in Paris. ARD (30 Min.)
- 1987, 5.4.: „Wer keine Erinnerung hat, der hat auch kein Leben.“ Die Film-Gleichnisse des Elem Klimow. ARD (29 Min.)
- 1988, 5.6.: Engelsgesicht. Die Schwarze Serie. ARD (19 Min.)
- 1988, 15.9.: Gerd Oswald. Hollywood-Professional der späten Stunde. WDR (58 Min.)
- 1989, 8.10.: Kunst ist niemals die ganze Geschichte. THE MODERNS von Alan Rudolph. ARD (10 Min.)
- 1991, 6.10.: Bis ans Ende der Welt. Die Filme des Wim Wenders. ARD (24 Min.)
- 1992, 5.1.: Liebe auf den ersten Blick. Das Kino des Rudolf Thome. ARD (21 Min.)
- 1992, 12.7.: Eine Stadt der Traurigkeit. Die Filme des Hou Hsiao-hsien. ARD (15 Min.)
- 1997, 10.4.: „Jeder Charakter hat seine eigene Welt“. Das Kino des André Téchiné. WDR
- 1998, 16.2.: Alle Tage ist kein Sonntag. Robert Siodmak und seine Filme. WDR (29 Min.)
- 1999, 11.2.: Liebe ist stärker als Leben. Fünf Kapitel zu Otto Preminger. WDR (29 Min.)
- 2000, 29.2.: Cyborgs, Monster, Replikanten. Künstliche Menschen im Film. WDR (20 Min.)
- 2005, 9.11.: Gewalt und Düsternis im Film noir. Geschichten aus einem anderen Amerika. WDR
- 2006: Evas aufreizende Töchter – von Marlene bis Scarlett. WDR (20 Min.)